# Kongsøya
Kongsøya est une île de l'archipel du Svalbard dans la mer de Barents. Elle a une superficie de 191 km2 et est inhabitée.